# Parlamentswahl in Portugal 2025
- PCP: 3
- BE: 1
- JPP: 1
- L: 6
- PS: 58
- PAN: 1
- IL: 9
- AD: 91
- CH: 60

Die Parlamentswahl in Portugal 2025 fand am 18. Mai 2025 statt und diente zur Wahl der 230 Abgeordneten des portugiesischen Parlaments, der Assembleia da República. Bei der Wahl handelte es sich erneut um eine vorgezogene Neuwahl, nachdem die Minderheitsregierung unter Luís Montenegro eine Vertrauensfrage nicht überstand.
Die Aliança Democrática baute ihren Stimmenanteil leicht aus und erhielt mit 91 Mandaten die meisten Sitze, während der Partido Socialista weiter an Stimmen verlor. Die Chega verzeichnete ein Plus von über vier Prozentpunkten und konnte 60 Mandate gewinnen, zwei mehr als der PS. Unter den kleineren Parteien verlor der Bloco de Esquerda die Hälfte seiner Wähler, während Iniciativa Liberal und LIVRE Sitze dazugewannen.

## Wahlrecht

Mandate nach Wahlkreis

Über das aktive und passive Wahlrecht verfügen alle portugiesischen Staatsbürger, die das 18. Lebensjahr vollendet haben.
Die Mandatszuteilung erfolgt auf Ebene der Wahlkreise, in denen die Parteien oder Parteienbündnisse jeweils mit einer Liste antreten. 226 der aktuell 230 Sitze werden in den 18 Distrikten auf dem europäischen Festland, als auch auf den Azoren und Madeira, die jeweils einen Wahlkreis bilden, vergeben. Die meisten Mandate entfallen dabei auf die Distrikte Lissabon (48) und Porto (40), während es 13 Wahlkreise mit weniger als zehn Mandaten gibt. Darüber hinaus werden vier Mandate an Auslandsportugiesen vergeben, welche hierfür zwei eigene Wahlkreise bilden. Die Mandate werden jeweils nach dem D’Hondt-Verfahren den Parteilisten zugeteilt.

## Ausgangslage
Die langjährige Vorherrschaft des Partido Socialista endete im vergangenen Jahr mit einer vorgezogenen Neuwahl. Der PS unter António Costa regierte seit 2015, zuletzt sogar mit absoluter Mehrheit. Nachdem António Costa von seinen Ämtern zurückgetreten war, sackte der Partido Socialista von 41 auf nur noch 28 Prozent ab. Die nun von Pedro Nuno Santos geleitete Partei wurde so nur noch zweitstärkste Kraft im Parlament hinter der Aliança Democrática, dem Wahlbündnis des Partido Social Democrata. Beide Gruppen verfehlten allerdings mit 78 beziehungsweise 80 Sitzen die absolute Mehrheit bei Weitem; eine Große Koalition galt jedoch aufgrund enormer Differenzen als ausgeschlossen. Ebenso lehnten beide Parteien eine Zusammenarbeit mit der rechtsextremen Chega ab, wodurch es keiner Partei gelang, eine Mehrheit im Parlament zu bilden. Im April 2024 wurde schließlich das Kabinett Montenegro I, eine Minderheitsregierung des Aliança Democrática, vereidigt.

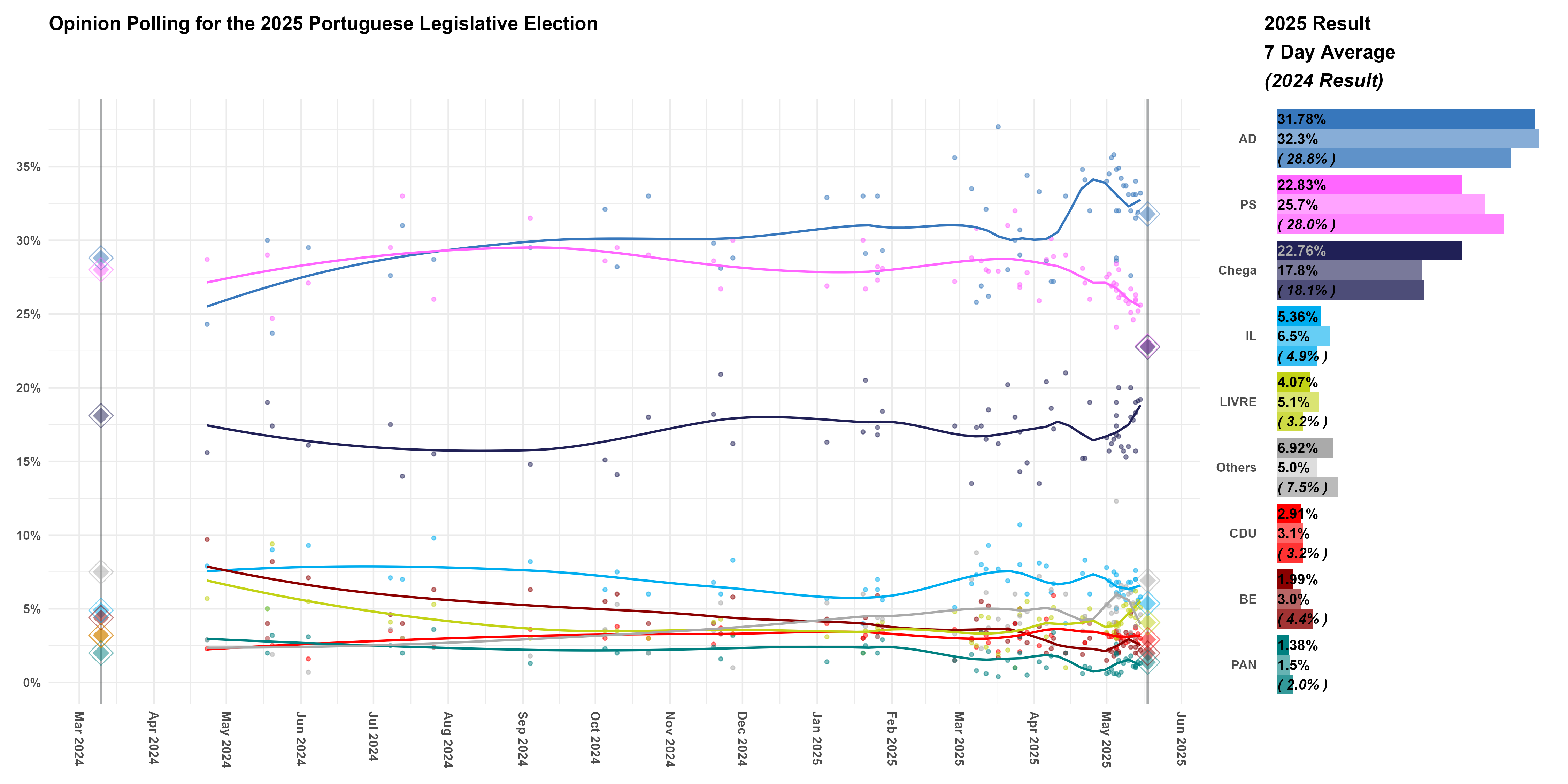
Umfragewerte seit der letzten Wahl

Anfang 2025 deckten Presseberichte einen möglichen Interessenkonflikt des Premierministers Luís Montenegro auf. Montenegro hatte vor seiner Amtszeit 2021 das Beratungsunternehmen Spinumviva gegründet und seine Firmenanteile später an seine Ehefrau und zwei Söhne weitergegeben. Spinumviva wiederum habe vom Glücksspiel- und Hotelunternehmen Solverde monatliche Zahlungen erhalten, die auch nach der Amtsübernahme Montenegros, der bereits als Anwalt für Solverde tätig war, nicht stoppten. Zugleich brachte die Regierung eine Reform der Spielkasino-Konzessionen auf den Weg. Die oppositionellen Parteien warfen Montenegro Korruption vor und forderten Aufklärung. Die Minderheitsregierung der Aliança Democrática überstand zunächst zwei Misstrauensvoten durch die Chega und des Partido Comunista Português, da der Partido Socialista diese ebenfalls ablehnte. Einem vom PS geforderten Untersuchungsausschuss verweigerte sich Montenegro jedoch vehement und leitete stattdessen die Vertrauensfrage in die Wege, welche er am 11. März 2025 mit 88 zu 142 Stimmen vorhersehbar nicht überstand. Oppositionsführer Pedro Nuno Santos warf Montenegro vor, sich so der parlamentarischen Untersuchung entziehen zu wollen.
Nach Gesprächen mit allen Vorsitzenden der im Parlament vertretenen Parteien und Konsultationen mit dem Staatsrat löste Staatspräsident Marcelo Rebelo de Sousa die Assembleia da República auf und rief Neuwahlen für den 18. Mai 2025 aus.

## Parteien
Die folgenden Parteien waren seit der Wahl 2024 in der Assembleia da República mit eigenen Mandaten vertreten und kandidierten erneut:
| Partei | Partei                                                 | Bündnis                            | Bündnis                              | Wahl 2024 | Wahl 2024 | Sitze zuletzt |
| Partei | Partei                                                 | Bündnis                            | Bündnis                              | Stimmen   | Mandate   | Sitze zuletzt |
| ------ | ------------------------------------------------------ | ---------------------------------- | ------------------------------------ | --------- | --------- | ------------- |
|        | Partido Social Democrata (PSD)                         |                                    | Aliança Democrática (AD)             | 28,8 %    | 78        | 78            |
|        | Centro Democrático e Social – Partido Popular (CDS-PP) | 02                                 | Aliança Democrática (AD)             | 28,8 %    | 02        |               |
|        | Partido Socialista (PS)                                | Partido Socialista (PS)            | Partido Socialista (PS)              | 28,0 %    | 78        | 78            |
|        | Chega (CH)                                             | Chega (CH)                         | Chega (CH)                           | 18,1 %    | 50        | a49 a         |
|        | Iniciativa Liberal (IL)                                | Iniciativa Liberal (IL)            | Iniciativa Liberal (IL)              | 04,9 %    | 08        | 08            |
|        | Bloco de Esquerda (BE)                                 | Bloco de Esquerda (BE)             | Bloco de Esquerda (BE)               | 04,4 %    | 05        | 05            |
|        | Partido Comunista Português (PCP)                      |                                    | Coligação Democrática Unitária (CDU) | 03,2 %    | 04        | 04            |
|        | LIVRE (L)                                              | LIVRE (L)                          | LIVRE (L)                            | 03,2 %    | 04        | 04            |
|        | Pessoas – Animais – Natureza (PAN)                     | Pessoas – Animais – Natureza (PAN) | Pessoas – Animais – Natureza (PAN)   | 02,0 %    | 01        | 01            |

Darüber hinaus treten folgende Parteien an:
- Alternativa Democrática Nacional (ADN)
- Ergue-te (E)
- Juntos pelo Povo (JPP)
- Partido da Terra (MPT)
- Nós, Cidadãos! (NC)
- Nova Direita (ND)
- Partido Comunista dos Trabalhadores Portugueses (PCTP/MRPP)
- Partido Liberal Social (PLS)
- Partido Popular Monárquico (PPM)
- Partido Trabalhista Português (PTP)
- Reagir Incluir Reciclar (R.I.R.)
- Volt Portugal (VP)

## Ergebnis

Sitzverteilung und stärkste Partei in den Wahlkreisen

Die Mitte-rechts-Koalition Aliança Democrática des Premierministers Luís Montenegro hat ihren Stimmenanteil um mehrere Prozentpunkte steigern können und somit nun auch die mit Abstand meisten Mandate gewonnen. Von einer absoluten Mehrheit sind die Mitglieder der Koalition, Partido Social Democrata (PSD) und Centro Democrático e Social – Partido Popular (CDS-PP), jedoch wie schon bei der vergangenen Wahl weit entfernt. Erstmals seit 2015 gelang es dem Partido Social Democrata, die meisten Stimmen im Distrikt Lissabon zu erhalten.
Der Partido Socialista (PS) rutschte nach dem Einbruch im letzten Jahr weiter ab und konnte sich nach Stimmen nur knapp vor der rechten Chega halten, fiel mit 58 Mandaten aber hinter diese zurück. Einzig im Distrikt Évora schaffte es der PS, die meisten Stimmen zu gewinnen. Dessen Generalsekretär Pedro Nuno Santos kündigte noch in der Wahlnacht seinen Rücktritt an.
Die Chega erreichte wiederholt ihr bestes Ergebnis und konnte mit 60 gewonnenen Mandaten sogar den PS überholen. Der Partei gelang es darüber hinaus, neben dem Distrikt Faro die meisten Stimmen nun auch in den Distrikten Portalegre, Setúbal und Beja zu gewinnen. Unter den rund 350.000 Portugiesen, die aus dem Ausland an der Wahl teilnahmen, hat die Chega mit 26,15 % mit Abstand die meisten Stimmen geholt. AD und PS lagen mit 16,02 % beziehungsweise 13,53 % abgeschlagen dahinter.
Unter den kleineren Parlamentsparteien ist der linke Bloco de Esquerda der größte Verlierer. Der Partei gelang nur noch der Gewinn eines Mandats. Ebenso musste der kommunistische Partido Comunista Português eines seiner Mandate abgeben. Iniciativa Liberal und LIVRE konnten hingegen wenige Mandate dazugewinnen. Neu im Parlament ist zudem ein Vertreter der madeirischen Partei Juntos pelo Povo.
Nach der Wahl wurde das Kabinett Montenegro II gebildet.
| Listen                                                          | Listen | Stimmen    | Stimmen | Stimmen | Mandate | Mandate |
| Listen                                                          | Listen | Anzahl     | %       | +/−     | Anzahl  | +/−     |
| --------------------------------------------------------------- | --- | ---------- | ------- | ------- | ------- | ------- |
|                                                                 | Aliança Democrática (AD) (a) Partido Social Democrata (PPD/PSD) Centro Democrático e Social – Partido Popular (CDS-PP) | 2.008.437  | 31,79   | ▲2,94   | 91      | ▲11     |
|                                                                 | Partido Socialista (PS)                                                                                                | 1.442.194  | 22,83   | ▼5,17   | 58      | ▼20     |
|                                                                 | Chega (CH) | 1.437.881  | 22,76   | ▲4,69   | 60      | ▲10     |
|                                                                 | Iniciativa Liberal (IL)                                                                                                | 338.664    | 5,36    | ▲0,42   | 9       | ▲1      |
|                                                                 | LIVRE (L) | 257.273    | 4,07    | ▲0,91   | 6       | ▲2      |
|                                                                 | Coligação Democrática Unitária (CDU) (b) Partido Comunista Português (PCP) Partido Ecologista Os Verdes (PEV)          | 183.741    | 2,91    | ▼0,26   | 3       | ▼1      |
|                                                                 | Bloco de Esquerda (B.E.)                                                                                               | 125.710    | 1,99    | ▼2,37   | 1       | ▼4      |
|                                                                 | Pessoas – Animais – Natureza (PAN)                                                                                     | 86.946     | 1,38    | ▼0,57   | 1       | ▬       |
|                                                                 | Alternativa Democrática Nacional (ADN)                                                                                 | 81.594     | 1,29    | ▼0,29   | —       | ▬       |
|                                                                 | Juntos pelo Povo (JPP)                                                                                                 | 20.911     | 0,33    | ▲0,03   | 1       | ▲1      |
|                                                                 | Reagir Incluir Reciclar (R.I.R.)                                                                                       | 13.852     | 0,22    | ▼0,18   | —       | ▬       |
|                                                                 | Volt Portugal (VP) | 12.256     | 0,19    | ▲0,01   | —       | ▬       |
|                                                                 | Partido Comunista dos Trabalhadores Portugueses (PCTP/MRPP)                                                            | 11.942     | 0,19    | ▼0,05   | —       | ▬       |
|                                                                 | Nova Direita (ND) | 10.205     | 0,16    | ▼0,10   | —       | ▬       |
|                                                                 | Ergue-te (E) | 9.190      | 0,15    | ▲0,06   | —       | ▬       |
|                                                                 | Partido Liberal Social (PLS)                                                                                           | 7.322      | 0,12    | neu     | —       | neu     |
|                                                                 | Partido Popular Monárquico (PPM)                                                                                       | 5.650      | 0,09    | ▲0,08   | —       | ▬       |
|                                                                 | Nós, Cidadãos! (NC) | 3.312      | 0,05    | ▲0,01   | —       | ▬       |
|                                                                 | Partido da Terra (MPT)                                                                                                 | 471        | 0,01    | ▼0,06   | —       | ▬       |
|                                                                 | Partido Trabalhista Português (PTP)                                                                                    | 421        | 0,01    | ▼0,03   | —       | ▬       |
| Gültige Stimmen                                                 | Gültige Stimmen | 6.057.972  | 95,89   | ▲0,25   | 226     | ▬       |
| Leere Stimmzettel                                               | Leere Stimmzettel | 87.598     | 1,39    | ▬0,00   |         |         |
| Ungültige Stimmzettel                                           | Ungültige Stimmzettel                                                                                                  | 172.379    | 2,73    | ▼0,24   |         |         |
| Gesamt                                                          | Gesamt | 6.317.949  | 100,00  | ▬       |         |         |
|                                                                 | |            |         |         |         |         |
| Wähler                                                          | Wähler | 6.317.949  | 58,23   | ▼1,61   |         |         |
| Wahlberechtigte                                                 | Wahlberechtigte | 10.850.215 |         |         |         |         |
|                                                                 | |            |         |         |         |         |
| Quelle: Secretaria-Geral do Ministério da Administração Interna | |            |         |         |         |         |